# Ситники (Слободской район)
Ситники — деревня в Слободском районе Кировской области в составе Стуловского сельского поселения.

## География
Находится на расстоянии примерно 2 км на юго-запад от юго-западной окраины районного центра города Слободской.

## История
Известна с 1678 года как деревня Демьяновская с 2 дворами. В 1873 году здесь (деревня Демьяновская или Ситниковы) учтено дворов 6 и жителей 71, в 1926 18 и 94, в 1950 14 и 57. В 1989 году проживало 199 человек. 

## Население
Постоянное население  составляло 161 человек (русские 94%) в 2002 году, 167 в 2010.